# Teorema di Pasch
Il teorema di Pasch è un risultato, stabilito dal matematico Moritz Pasch nel 1882 che, nell'ambito della geometria della retta, stabilisce la seguente proprietà dell'ordinamento dei punti:
Dati quattro punti su una retta
a, b, c, d 
che si presentino ordinati come (a,b,c) e (b,c,d), se ne deduce che essi sono anche ordinati come (a,b,d).
Detto in altri termini, se b è tra a e c e c tra b e d allora b è anche tra a e d.
L'importanza del teorema risiede nel fatto che esso non può essere derivato dai soli assiomi di Euclide senza fare ulteriori assunzioni. Per questo motivo, questa intuitiva proprietà dell'ordinamento di una retta, assume importanza in relazione al metodo assiomatico della geometria.